# Yakalo
Uno yakalo è un ibrido dato dall'incrocio di uno yak (Bos grunniens) e di un bisonte americano (Bison bison).
È stato prodotto da esperimenti di ibridazione nel 1920, durante gli esperimenti per la creazione del beefalo. Solo gli ibridi di sesso femminile sono risultati essere fertili (regola di Haldane).
Nonostante i vari tentativi, pochi degli ibridi sono sopravvissuti e di conseguenza gli esperimenti di ibridazione per la creazione dello yakalo sono stati sospesi nel 1928.